# ショーロ

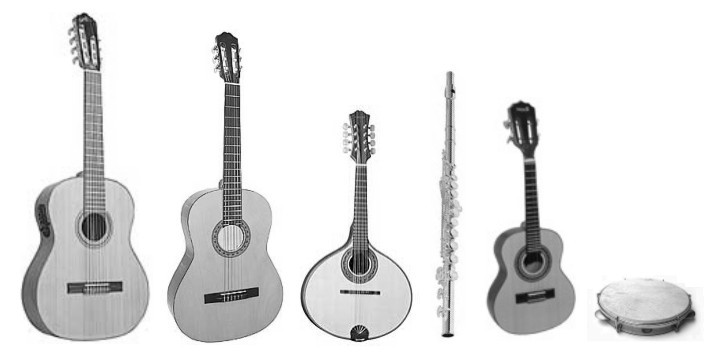
ショーロの一般的な楽器

ショーロ（Choro、Chorinhoとも）は、ブラジルのポピュラー音楽のスタイル（ジャンル）の一つである。19世紀にリオ・デ・ジャネイロで成立した。ショーロという名前は、ポルトガル語で「泣く」を意味する「chorar」からついたと言われている。ショーロをアメリカでは「ブラジルのジャズ」と称されることがあるが、即興を重視した音楽としてはジャズよりも歴史が古い。ショーロはサンバ、ボサノヴァなどのブラジル音楽の誕生に影響を与えた。

## 歴史
19世紀後半にはショーロは、ダ・シルバ・カラドによってフルート、2本のギター、カヴァキーニョ（ウクレレと同起源の小型4弦弦楽器）で演奏された。その後、パンデイロ（タンバリンに似た打楽器）、バンドリンが加わり、「管楽器+バンドリン+カヴァキーニョ+ギター+パンデイロ」からなるショーロの最も基本的な楽器編成が完成した。これを「ヘジオナウ（Regional）」と呼び、当時ラジオで歌手などの伴奏をしていた編成である。管楽器は、フルートのほかにはクラリネット、サクソフォーンが加わることが多い。ほかにもショーロは、トロンボーン、ヴァイオリン、アコーディオン、ピアノなど様々な楽器で演奏される。
ショーロの曲構造は三部形式からなる。そして三部形式のそれぞれをABCとすると、AABBACCAという繰り返しを見せるものが最も多い。これはショーロの元となったヨーロッパのダンス音楽（ポルカなど）に由来している。またそれぞれの関係調については、AとBの関係は属調または下属調、AとCの関係は平行調であることが多いが、バリエーションは様々である。

## 著名なショーロの作曲家
- ピシンギーニャ（Pixinguinha）
ブラジルポピュラー音楽の父と呼ばれ、彼が作曲した「カリニョーゾ」はショーロの代表曲として知られる。誕生日の4月23日は2001年より「ショーロの日」として制定された。
- エイトル・ヴィラ＝ロボス（Heitor Villa-Lobos）
『ショーロ集（Choros）』（1920年-1928年）を発表。 ピアノ、ギターなど編成は多岐にわたる。
- ジャコー・ド・バンドリン（Jacob do Bandolim）
近代的なショーロを完成させた。ショーロの名門グループ「エポカ・ジ・オウロ（Epoca de Ouro 黄金時代）」の創始者でもある。
- アベル・フェヘイラ（Abel Ferreira）
- エルネスト・ナザレー（Ernesto Nazareth）
- パウリーニョ・ダ・ヴィオラ（Paulinho da Viola）
サンバの貴公子と呼ばれた彼の父親は、ショーロのギタリストであり、エポカ・ジ・オウロのメンバーでもあるセザル・ファリア。1970年代にエポカ・ジ・オウロとパウリーニョは共にショーロのリバイバルムーブメントを起こし、廃れかけていたショーロが再び陽を浴びるきっかけを作った。
- ヴァルジール・アゼベード（Waldir Azevedo）

## 著名なショーロの曲
- チコ・チコ・ノ・フバー（Tico Tico No Fuba、粉をついばむ雀）
ゼキーニャ・ジ・アヴレウ作曲。1940年代にアメリカに進出したブラジル人歌手、カルメン・ミランダが映画『コパカバーナ』の中で歌い、世界的にヒットする。
- ノイチス・カリオカス（Noites Cariocas、カリオカの夜）
ジャコー・ド・バンドリン作曲。
- カリニョーゾ（Carinhoso、やさしい調べ）
ピシンギーニャ作曲。 アントニオ・カルロス・ジョビンやヨーヨー・マなどがカバー。
- 1×0（Um a Zero）
ピシンギーニャ作曲。1919年にサッカーブラジル代表がウルグアイに1対0で勝った際に作られた。
- Choro PlayAlong

## ブラジル音楽
- ボサノバ
- サンバ
- MPB